# Прапор Мукачева
Пра́пор Мука́чева — прапор, офіційний символ міста Мукачевого затверджений 13 серпня 1998 року рішенням Мукачівської міської ради.

## Опис
Прапор являє собою полотнище розміром 1000 мм х 1100 мм. Синя лиштва по контуру становить 10 % від загальної площі і символізує, що дана територія перебуває в Україні. Жовтий фон — символ землі, біла діагональ символізує — лік святості Святого Мартина — покровителя Мукачева, червона діагональ — смуга плащаниці Святого Мартина, якою він вкрив жебрака.

## Використання прапора
- У 2017 році альпіністка з Мукачева Ірина Галай у 2017 року розгорнула прапор міста на найвищі горі Анд Аконкагуа[1].
- У серпні 2023 року міський голова міста від громади Мукачева вручив прапор міста воїнам 128-й окрема гірсько-штурмовій Закарпатській бригаді[2].